# Uplyme
Uplyme är en ort och civil parish i Storbritannien.   Den ligger i grevskapet Devon och riksdelen England, i den södra delen av landet, 220 km väster om huvudstaden London. Uplyme ligger 53 meter över havet och antalet invånare är 1 663.
Terrängen runt Uplyme är platt åt nordväst, men österut är den kuperad. Havet är nära Uplyme åt sydost.  Närmaste större samhälle är Axminster, 5,9 km nordväst om Uplyme. 